# Aeroportul Mananara Nord
Aeroportul Mananara Nord (IATA: WMR, ICAO: FMNC) este un aeroport din Regiunea Analanjirofo, Madagascar ce deservește zona Mananara Nord⁠(d). A fost numit după zona deservită.
Situat la o altitudine de 3 m, aeroportul dispune de o singură pistă.